# Eugene Wong
Eugene Franklin Wong (* 24. Dezember 1934 in China) ist ein US-amerikanischer Informatiker, der sich mit Datenbank-Systemen befasst.
Wong studierte Elektrotechnik an der Princeton University mit dem Master-Abschluss 1958 und der Promotion 1959. Als Post-Doktorand war er bis 1960 an der University of Cambridge und 1960 bis 1962 Forscher am Thomas J. Watson Research Center von IBM. 1962 ging er an die University of California, Berkeley, wo er Professor in der Fakultät für Elektrotechnik und Informatik (EECS) wurde. Von 1985 bis 1989 war er Vorstand der Fakultät. 1994 emeritierte er.
Neben Datenbanksystemen befasst er sich mit stochastischen Prozessen, neuronalen Netzwerken, Optimierungsalgorithmen. 1980 gründete er mit Michael Stonebraker und Lawrence A. Row Relational Technology Inc. (später INGRES Corporation genannt), eine Firma für Datenbank-Software. Mit Stonebraker erhielt er 1988 den ACM Software System Award für Ingres.
Von 1994 bis 1996 war er in Hongkong und dort wesentlich am Aufbau des Internet-Knotens für Asien beteiligt als Chief Executive Officer von SuperNet Ltd. und Gründer der Asia Internet Holding Company. Von 1998 bis 2005 war er jeweils eine Zeitlang CEO, leitender Wissenschaftler und Direktor von Versata Inc., einer Softwarefirma für verteilte Unternehmens-Software.
Von 1990 bis 1993 war er Associate Director des Office of Science and Technology Policy des US-Präsidenten George Bush. In dieser Funktion spielte er eine führende Rolle in der Förderung von Hochleistungscomputern (High Performance Computing Act 1991) und der Computerindustrie sowie in der Zusammenarbeit in Optoelektronik von Japan und den USA. 1998 bis 2000 war er Assistant Director der National Science Foundation für Ingenieurwesen.
Von 1994 bis 1996 war er Vizepräsident für Forschung der Hong Kong University of Science and Technology. Er beriet die Regierungsbehörden in Hong Kong, Taiwan und Irland. Er ist Fellow der National Academy of Engineering, der American Academy of Arts and Sciences (1999), der Association for Computing Machinery und IEEE Fellow. Außerdem ist er Mitglied der Academia Sinica. 2006 erhielt er die IEEE Founders Medal.

## Schriften
- mit Bruce Hajek Stochastic Processes in Engineering Systems, Springer Verlag 1985
- Stochastic processes in information and dynamical systems, McGraw Hill 1971
- Introduction to random processes, Springer Verlag 1983